# وجود خدا
وجود خدا یک مقوله مباحثه در فلسفه دین و فرهنگ عامه است.
تنوع وسیعی از براهین له و علیه وجود خدا را می‌توان تحت عنوان متافیزیکی، منطقی، تجربی، فردی (subjective) یا علمی دسته‌بندی کرد. در مناسبات فلسفی، سؤال وجود خدا زمینه‌های معرفت‌شناسی (طبیعت و گستره دانش) و هستی‌شناسی (مطالعه طبیعت هستی، وجود، و واقعیت) و تئوری ارزش را (از آن جا که برخی تعاریف خدا شامل «کمال» (perfection) هستند) در بر می‌گیرد.
سنت غربی گفتمان فلسفی در باب وجود خدا با افلاطون و ارسطو آغاز می‌شود، کسانی که براهینی ساختند که حالا تحت عنوان براهین کیهان‌شناختی دسته‌بندی می‌گردند. دیگر براهین برای وجود خدا توسط قدیس آنسلم پیش‌نهاده شده است، کسی که نخستین برهان هستی‌شناختی را فرمول‌بندی کرد؛ همچنین توسط ابن رشد و توماس آکویناس، کسانی که نسخه‌های خودشان از برهان کیهان‌شناختی (به ترتیب برهان کلام و راه اول) را ارائه کردند؛ همچنین توسط رنه دکارت کسی که گفت وجود خدایی خیرخواه به لحاظ منطقی ضروری است، برای این که شواهد حواس معنامند باشند. ژان کالون برای یک حس الوهیت (sensus divinitatis) استدلال کرد، که به هر انسان معرفت وجود خدا را می‌دهد. خداناباوران براهین له وجود خدا را ناکافی، در اشتباه، یا تحت ارجحیت براهین علیه وجود خدا می‌بینند، در حالی که برخی ادیان همچون آیین جین امکان الهه‌ای خلق‌کننده را رد می‌کنند. فلاسفه‌ای که براهینی علیه وجود خدا ارائه داده‌اند، شامل سیمون بلک برن، فریدریش نیچه، برتراند راسل، دنیل دنت، ویلیام ال. رو، دیوید هیوم، ویکتور استنجر، آلن دو باتن، ریچارد داوکینز و آندره اسپونویل می‌شوند.
مسئلهٔ وجود خداوند همواره به عنوان یکی از سرفصل‌های مهم کاوش‌های فلسفی مطرح بوده است، و در طول تاریخ، فلاسفهٔ متعلق به مشرب‌های فکری مختلف، به بیان و سنجش استدلال‌هایی له یا علیه وجود خدا پرداخته‌اند.

## مقدمه
می‌توان گفت که برهانی برای اثبات خدا وجود دارد یا برعکس برهانی برای رد وجود خدا وجود دارد و عده‌ای هم براین باورند که وجود خدا اثبات نشدنی است. معمولاً نظر متکلمان مسلمان این بوده است که وجود خدا بدیهی است، ولی از نظر بعضی از فلاسفهٔ خداباور همچون آکویناس وجود خدا بدیهی نیست و نیاز به اثبات دارد و مسلماً از نظر فلاسفه ندانم‌گرا و بی‌خدا وجود خدا بدیهی نیست. از سویی دیگر، برخی از فلاسفه خداباور مانند ابن سینا و ملاصدرا ضمن اذعان به بدیهی بودن وجود خدا، به دفاع از براهین اثبات وجود خدا پرداختند و آن را مایهٔ تنبه و توجه بیشتر دانستند.

## براهین اثبات وجود خدا
فهرست کامل براهین اثبات خدا را اینجا ببینید
برهان‌های اثبات وجود خدا در مباحث دین و فلسفه مورد توجه بوده‌اند و در طول تاریخ برهان‌های زیادی در اثبات وجود خدا ارائه شده است. بیشتر این برهان‌ها کمابیش اشتراک‌هایی به یکدیگر داشته‌اند. می‌توان براهین را به دو گروه تقسیم کرد: برهانهایی که از خدا به مخلوقات می‌رسند که به آنها برهان‌های لِمی یا "a posteriori" می‌گویند و برهانهایی که از وجود مخلوقات به خدا می‌رسند که به آنها برهانهای اِنّی یا "a priori" می‌گویند. همچنین می‌توان براهینی مستقل از تجربه مشابه برهانهای ریاضی یا براهین تجربی آورد.

### برهان صدیقین
این برهان از راه اصل وجود داشتن و اینکه این حقیقت قابل انکار و تشکیک نیست، به اثبات خدا می‌پردازد. تقریر کامل‌تر و جامع‌تر آن را ملاصدرا ارائه کرد و بعد آن فلاسفه‌ای مانند محمدحسین طباطبایی صورت‌های به خصوصی از آن شرح دادند.
تقریر محمد حسین طباطبایی: ۱-اصل وجود داشتن عدم‌ناپذیر است؛ ۲-آنچه قابلیت عدم ندارد و عدم نمی‌پذیرد، واجب الوجود است؛ ۳-اصل هستی، واجب الوجود است.

### برهان نظم
از دیگر برهان‌های اثبات خداوند که کمتر مورد نظر فلاسفهٔ اسلامی است، برهان نظم است که می‌توانیم با مشاهده موارد نظم در طبیعت به‌وجود خدا و طراحی هوشمند آن پی‌ببریم.

### براهین علیت
در برهان علیت، هر پدیده‌ای علتی دارد و خود آن علت، علت دیگری دارد تا در نهایت به علت اول که خدا است می‌رسد. در جهان سلسله‌ای از روابط علّت و معلولی وجود دارد و چون دور و تسلسل محال است، باید این سلسله به علّت‌العلل ختم شود.

### برهان امکان و وجوب
برهان امکان و وجوب در میان فلاسفه جایگاه بلندی دارد. خلاصهٔ برهان "به تقریر طوسی":
«اگر موجود (که در تحقّق آن شک نیست) واجب‌الوجود بالذّات باشد، مطلوب ما ثابت است و اگر چنین نباشد، مستلزم وجودِ واجب بالذّات است، تا دور و تسلسل لازم نیاید.»

در حدیثی از امام ششم شیعیان با این تقریر آمده: 
چیزی که نبود، و موجود شده است، یا خودش خود را موجود کرده، یا غیر او. اگر خودش خود را موجود کرده باشد، یا در هنگامی که موجود بوده سبب وجود خود شده است، یا هنگامی که نبوده. در صورت اوّل، وجود بخشیدن به موجود، محال است؛ و در صورت دوم باید معدوم، علّت وجود شود، و آن هم محال است؛ و اگر غیر او، او را به وجود آورده، اگر غیر آن مانند آن چیز نبوده و موجود شده، حکم او حکم همان چیز است.
سپس با اثبات محال بودن تسلسل علل، سلسله باید به واجب‌الوجودی ختم شود که از واجب‌الوجود بودن آن، سایر صفات اثبات شوند.

### دیگر براهین
از برهان‌های دیگر اثبات وجود خداوند، می‌توان به برهان حرکت، برهان حدوث، برهان اخلاقی، برهان فسخ عزائم و برهان‌های وجودی اشاره کرد.

## براهین رد وجود خدا
فهرست کامل براهین خداناباورانه را اینجا ببینید
گروهی از این براهین درصددند وجود خدا را با مشاهدات ما از جهان ناهمخوان نشان دهند؛ برخی نیز خدا را موجودی خود-متناقض می‌خوانند. 

### برهان جهان سازنده
این برهان توسط استیون هاوکینگ ارائه شد، اما اولین بار آلبرت اینشتین به آن اشاره کرد. همچنین دانشمندان دیگر مثل ویکتور استنجر آن را در کتاب‌ها و مقالاتشان مطرح کرده‌اند. این برهان پاسخی به فرضیه‌هایی مانند «یک ماشین سازنده دارد، پس جهانی به این بزرگی نیز سازنده دارد» است. طبق این برهان، «هر چیزی داخل فضا زمان و ماده نیازمند دلیلی است (اعم از تشکیل طبیعی یا طراحی) تا آن را از ماده اولیه موجود در جهان پدیدآورد.» به‌طور مثال، یک کتاب به‌خودی‌خود نمی‌تواند خود را از نیستی هست کند و نیازمند کسی است تا آن را از چوب پدیدآورد. اما جهان (فضا، زمان و ماده) ۱۳٬۷ میلیارد سال پیش از هیچ به‌وجود آمد (مه‌بانگ) و خود آن، شروع فضا، زمان و ماده بود و ماده اولیه‌ای وجود نداشت تا جهان از آن تشکیل گردد. به تعریفی، نیرویی نبود تا جلوی خود سازندگی جهان مقاومت کند؛ پس جهان می‌تواند خود را از هیچ به‌وجود آورده باشد.
- براهین استقرایی

براهین خداناباورانه استقرایی یا تجربی یا براهین مبتنی بر شواهد (به انگلیسی: Empirical arguments)؛ (ترجمه نادرست:براهین شهودی)؛ درصددند وجود خدا را با مشاهدات ما از جهان ناهمخوان نشان دهند. یکی از قدیمی‌ترین براهین اقامه شده در باب رد خدا، برهان شر است که نخستین صورت فلسفی آن را اپیکورس مطرح نمود، و بعدها کسانی چون هیوم، نیچه و برایان مگی، به بسط و تدقیق آن همت گماشتند. از برهان شر غالباً به عنوان جدی‌ترین و خطیرترین ایراد به فرضیه وجود خدا یاد می‌شود. از موارد مشابه می‌توان برهان اختفای الهی را نام برد. دو برهان یادشده به ترتیب مسئله شر و مسئلهٔ اختفای الهی را در تضاد با وجود خدای قادر مطلق، عادل و خیرخواه می‌دانند و این پرسش را مطرح می‌کنند که آیا میان این مشاهدات ما از جهان و فرضیهٔ خدا می‌توان جمع بست؟
موارد دیگری را نیز می‌توان کم و بیش در این حوزه دانست، همچون برهان طراحی ضعیف و برهان وحی‌های متناقض.

### بی‌نیازی از اقامه برهان
اما در دورهٔ معاصر، برخی فلاسفه خداناباور چون برتراند راسل ارائه برهان در اثبات عدم وجود خدا را اصولاً ناممکن دانستند، و اشیای موهومی را مثال آوردند که رد کردنشان ممکن نیست، اما این ردناپذیری باعث نمی‌شود که باور به وجودشان موجه باشد. راسل در مقام تمثیل از اصطلاح قوری چای سماوی بهره جست. با استقبال از مفهوم قوری آسمانی، اژدها در گاراژ من توسط کارل سیگن، و هیولای اسپاگتی پرنده به وسیله بابی هندرسون مطرح شدند.
اما گروهی که از یک سو نظر راسل را مطلوبشان دیدند، و از سوی دیگر بی‌علاقه به ارائهٔ برهان برای بی‌خدایی هم نبودند، درصدد جمع این دو خواسته برآمدند؛ و به این ترتیب نظریه اسب تک‌شاخ صورتی نامرئی زاده شد. اسبی که هرچند موهومی است، و بی‌اعتقادی به آن دلیل و برهان نیاز ندارد، اما به دلیل خود-متناقض بودن، قابل رد است. بر این اساس پلی میان تمثیل راسل و براهین منطقی اثبات عدم وجود خدا زده شد.

### براهین قیاسی
براهین قیاسی اثبات عدم وجود خدا (به انگلیسی: Deductive arguments)؛ (ترجمه نادرست:براهین منطقی)، خدا را موجودی خود-متناقض می‌خوانند و بنابراین خدا ممتنع الوجود خواهد بود.
براهینی همچون خدای حفره‌ها، پارادوکس قدرت مطلق، برهان اراده آزاد و اشکال امتناع قرارگیری خدا در یک رابطه علّی در این گروه قرار می‌گیرند.
همچنین براهین ناسازگاری صفات الهی، مجموعه‌ای از براهین اثبات عدم وجود خدا هستند که همگی جزئی از براهین قیاسی می‌باشند.

## مطالعهٔ بیشتر
- پامر، مایکل اف. (Palmer, Michael F)، دربارهٔ خدا (The Question of God)، مترجم: نعیمه پورمحمدی، تهران، انتشارات علمی و فرهنگی، چاپ اول، ۱۳۹۳ ش.